# Archilina euglypta
Archilina euglypta är en plattmaskart som beskrevs av Curini-Galletti och Martens 1996. Archilina euglypta ingår i släktet Archilina och familjen Monocelididae. Inga underarter finns listade i Catalogue of Life.